# فيليس فرنسيس
فيليس فرنسيس (بالإنجليزية: Phyllis Francis)‏ هي عداءة سريعة أمريكية، ولدت في 4 مايو 1992 في كوينز في الولايات المتحدة.

## وصلات خارجية
- فيليس فرنسيس على موقع الاتحاد الدولي لألعاب القوى (الإنجليزية)
- فيليس فرنسيس على موقع الاتحاد الأمريكي لسباقات المضمار والميدان (الإنجليزية)
- فيليس فرنسيس على موقع الدوري الماسي (الإنجليزية)
- فيليس فرنسيس على موقع TFRRS.org (الإنجليزية)
- فيليس فرنسيس على موقع أوليمبيديا (الإنجليزية)
- فيليس فرنسيس على موقع اللجنة الأولمبية والبارالمبية الأمريكية (الإنجليزية)